# Nobuhira Takanuki
Nobuhira Takanuki (高貫 亘弘, Kanagawa, 9 de maio de 1938) é um ex-ciclista olímpico japonês. Takanuki representou seu país durante os Jogos Olímpicos de Verão de 1960, em Roma.